# Doliops du
Doliops du es una especie de escarabajo del género Doliops, familia Cerambycidae. Fue descrita científicamente por Barsevskis en 2021.
Habita en Filipinas.